# Ken’ichi Yumoto
Ken’ichi Yumoto (jap. 湯元健一 Yumoto Ken’ichi; ur. 4 grudnia 1984) – japoński zapaśnik, srebrny medalista olimpijski, brązowy medalista mistrzostw świata.
Startuje w zapasach w stylu wolnym w kategorii do 60 kg. Dwa raz występował w igrzyskach olimpijskich. W 2008 w Pekinie zdobył brązowy medal, a w Londynie 2012 zajął piąte miejsce w kategorii 60 kg.
Trzykrotny uczestnik mistrzostw świata, zdobywca brązowego medalu w 2011 w Stambule. Drugi w Pucharze Świata w 2012 roku.
Jego bratem jest Shin’ichi Yumoto, również zapaśnik.